# جان رابرت شریفر
جان رابرت شریفر (به انگلیسی: John Robert Schrieffer) (زاده ۳۱ مه ۱۹۳۱ – درگذشته ۲۷ ژوئیه ۲۰۱۹) ،فیزیک‌دان آمریکایی بود که همراه با جان باردین و لئون کوپر دریافت کننده جایزه نوبل فیزیک در سال ۱۹۷۲ برای ارائه نظریه بی سی اِس (BCS)، نخستین نظریه کوانتومی موفق برای ابررسانایی بود.
از نکات مهم دیگر زندگی این فیزیک‌دان تصادف رانندگی منجر به قتل یک نفر و جرح هفت نفر دیگر بود که در سال ۲۰۰۵ هنگامی که در حین رانندگی به خواب رفته بود اتفاق افتاد. وی برای آن به دو سال حبس محکوم شد.

## نظریه ابررسانایی
او یکی از پدیدآورندگان نظریه BCS در توجیه پدیده ابررسانایی است که به خاطر آن جایزه نوبل فیزیک ۱۹۷۲ را به همراه جان باردین و لئون کوپر دریافت کرد.

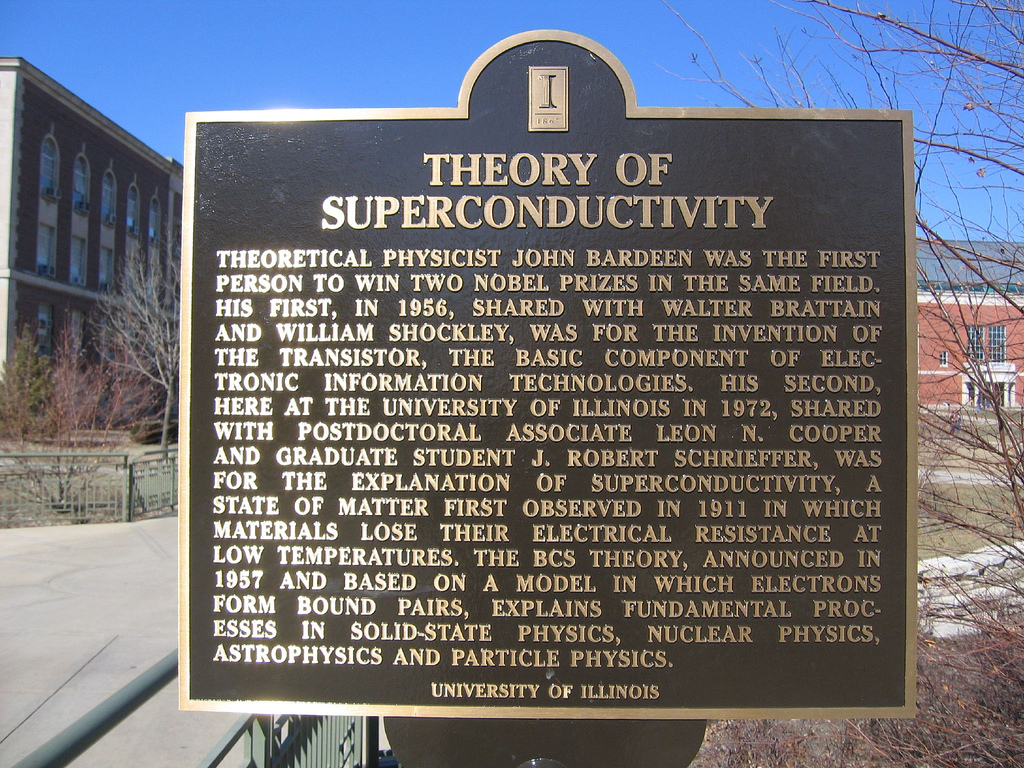
لوح یادبود جان بردین و نظریه ابررسانایی در دانشگاه ایلینوی در اربانا شمپین